# Łask
Łask [wask] (deutsch Lask) ist eine Stadt an der Grabia in Polen. Die Kreisstadt des Powiat Łaski liegt zwischen Zduńska Wola und Pabianice. sie ist Sitz der Stadt-und-Land-Gemeinde Łask mit etwa 27.500 Einwohnern.

## Geschichte
Nach der Zweiten Teilung Polens (1793) wurden die Stadt und ihr Umland der preußischen Provinz Südpreußen zugeordnet.
Nach der deutschen Besetzung des Gemeindegebietes 1939 wurde das Gemeindegebiet der wieder errichteten Provinz Posen und 1941 in das Reichsgau Wartheland als eigenständiger Landkreis Lask eingegliedert.
Während des Kalten Kriegs entstand der Militärflugplatz Łask.
Seit 1999 gehört sie zur Woiwodschaft Łódź, vorher war sie in der Woiwodschaft Sieradz von 1975 bis 1998.

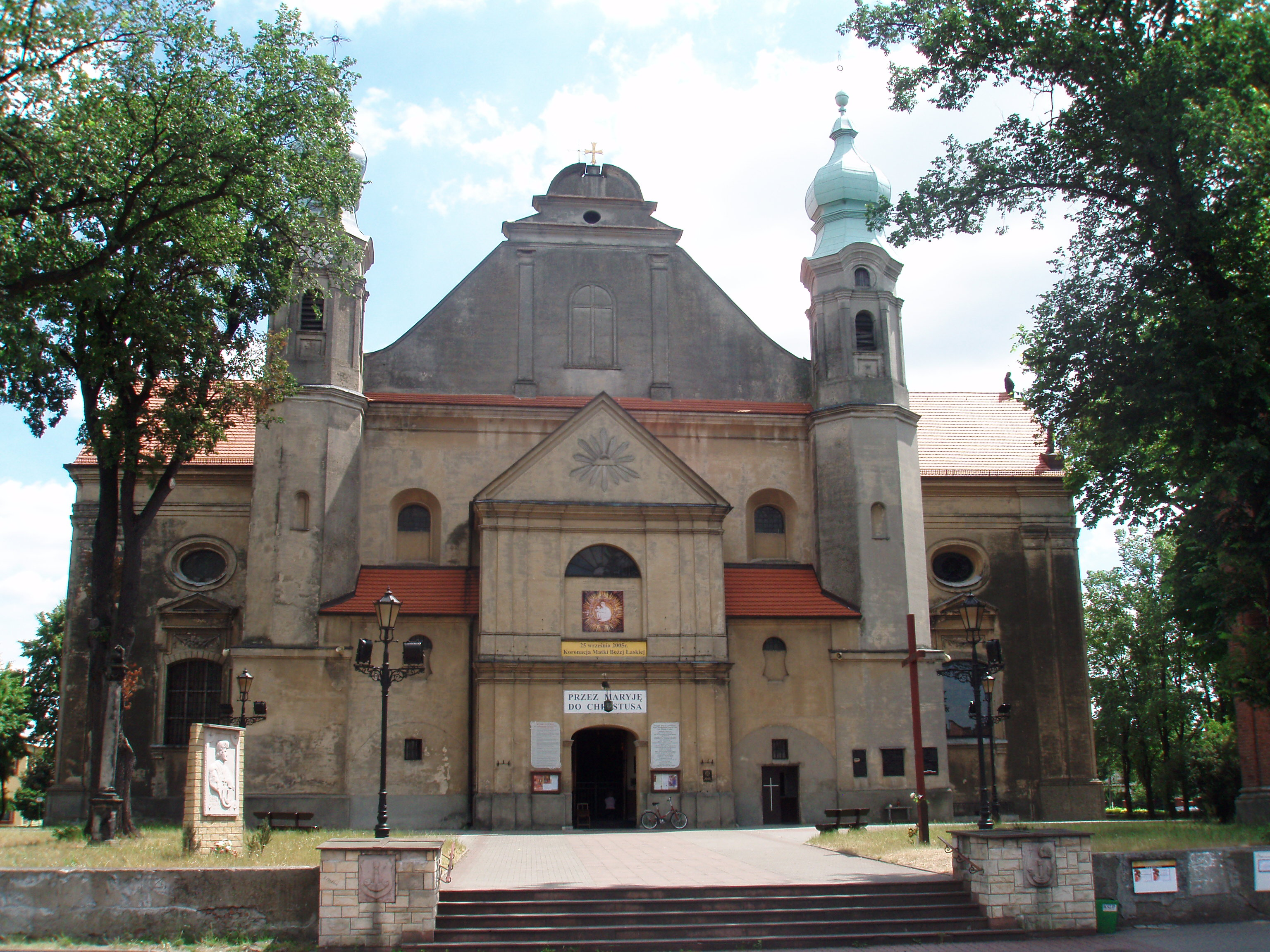
Stiftskirche in Łask
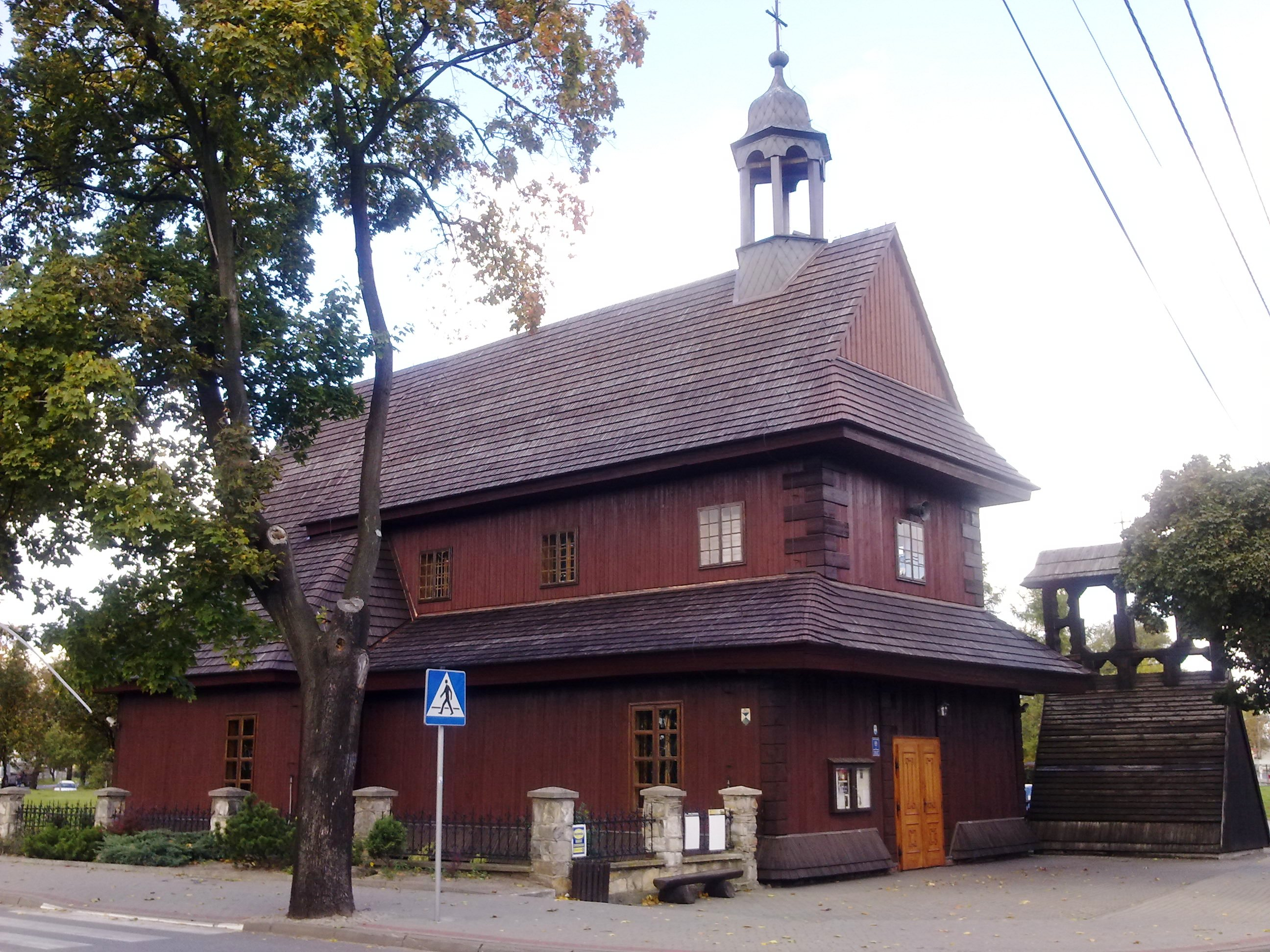
Heilig-Geist-Kirche
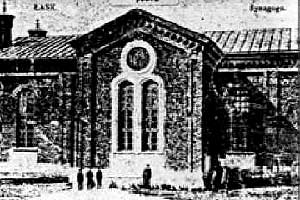
Synagoge (zerstört)
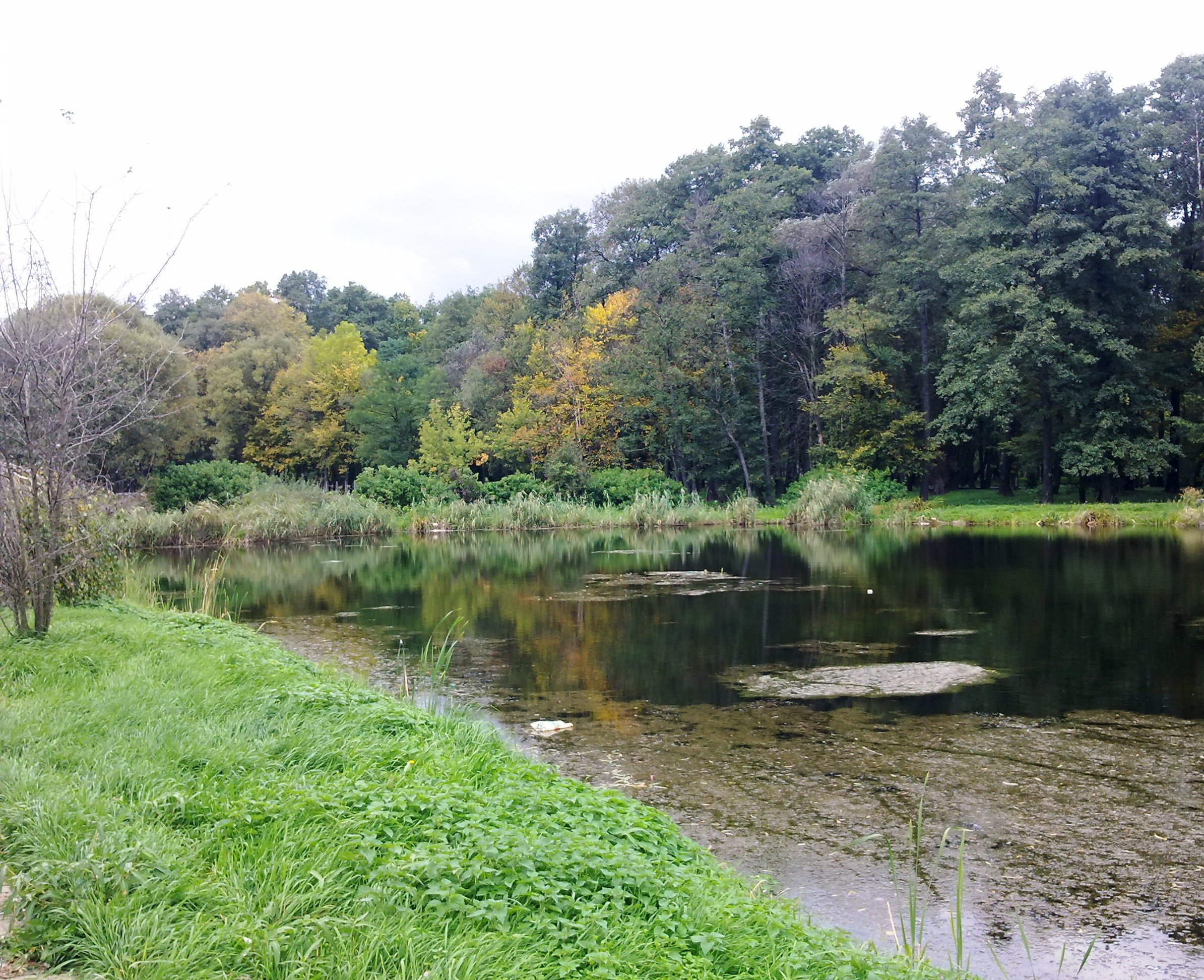
Stadtpark zwischen Innenstadt und Flüsschen Grabia

## Gemeinde
Zur Stadt-und-Land-Gemeinde (gmina miejsko-wiejska) gehören neben der Stadt Łask weitere 32 Dörfer mit Schulzenämtern.

## Städtepartnerschaften
Seit dem 6. November 1999 besteht eine Städtepartnerschaft zu der niedersächsischen Stadt Dannenberg (Elbe) in der Samtgemeinde Elbtalaue. Eine weitere Partnerschaft besteht mit der belarussischen Stadt Lahojsk.

## Persönlichkeiten
- Johannes a Lasco (1499–1560), Theologe und Reformator
- Genowefa Kobielska (1906–1993), Diskuswerferin und Kugelstoßerin
- Karolina Sowała (* 1988), Beachvolleyballspielerin
- Michał Bryl (* 1994), Beachvolleyballspieler
- Katarzyna Kociołek (* 1995), Beachvolleyballspielerin.